# Ốc móng tay
Ốc móng tay (Danh pháp khoa học: Solenidae) hay còn gọi là sò mã đao, ốc ngón tay, sò móng tay... là một họ động vật thân mềm (nhuyễn thể) có 2 mảnh vỏ thuộc họ sò sống ở vùng bãi biển nằm sâu trong lớp đất bùn hay cát, sống trong cát bùn ở cửa biển, quanh vùng biển gần với các cửa sông lớn đều có thể bắt gặp sò móng tay. Nhìn chung, các loài sò họ này sống ở nền đáy theo tư thế thẳng đứng, chân phía dưới. Sò phân bố ở biển nhiệt đới và ôn đới.

## Đặc điểm
Các loài ốc móng tay có chiều dài của cơ thể khoảng 6-10 cm (thân dài chừng mười lăm phân), lớn vừa bằng 1 ngón tay hình dáng thon dài như ngón tay và móng tay của thiếu nữ (vì vậy được người Việt Nam gọi là ốc móng tay), ốc có dáng dấp giống với sá sùng, màu trắng sữa, vỏ ốc khép hờ màu vàng nâu, bên trong có lớp thịt trắng phau, phần thân trắng phau lộ ra ngoài được bao bọc bởi lớp màng trong và mịn. Ốc có cùng một hệ thức ăn giống với Nghêu chủ yếu ăn phiêu sinh vật, hay sinh vật phù du, khi thủy triều xuống, ốc móng tay sẽ rời khỏi chỗ ẩn nấp để tìm thức ăn.

## Các loài
- Solen Linnaeus, 1758
- Solena Mörch, 1853[4]

## Giá trị
Đây là một họ với nhiều loài có giá trị cao, là một loại thực phẩm bổ dưỡng, theo y học cổ truyền thì ốc có vị mặn, tính mát, được dùng trị bứu nước (thủy anh), bứu khí (khí anh), đờm loãng. ốc vị cay, tính hàn, không độc, lợi thủy, tiêu đàm, trị cục bứu, đái ra sỏi, bạch đới và nóng ngoài da… thịt của ốc móng tay có vị ngọt và chắc vì có nhiều khoáng chất như sắt, calci lại có vị ngọt ngon, bùi và dai nên được dùng làm nguyên liệu để chế biến nhiều món ăn ngon  Ở Việt Nam, ốc móng tay có mặt quanh năm ở các hàng quán nhậu.
Ở Việt Nam, ốc móng tay được khai thác quanh năm nhưng vào đầu mùa mưa (khoảng tháng 5, 6 dương lịch) là thời gian ốc móng tay có thịt, chắc và ngon nhất. cũng có ý kiến đặt ra về việc khai thác hợp lý nguồn lợi này do việc khai thác bừa bãi vô tổ chức, vô kỷ luật khiến nguồn lợi này ngày càng cạn kiệt dần.

## Trong ẩm thực

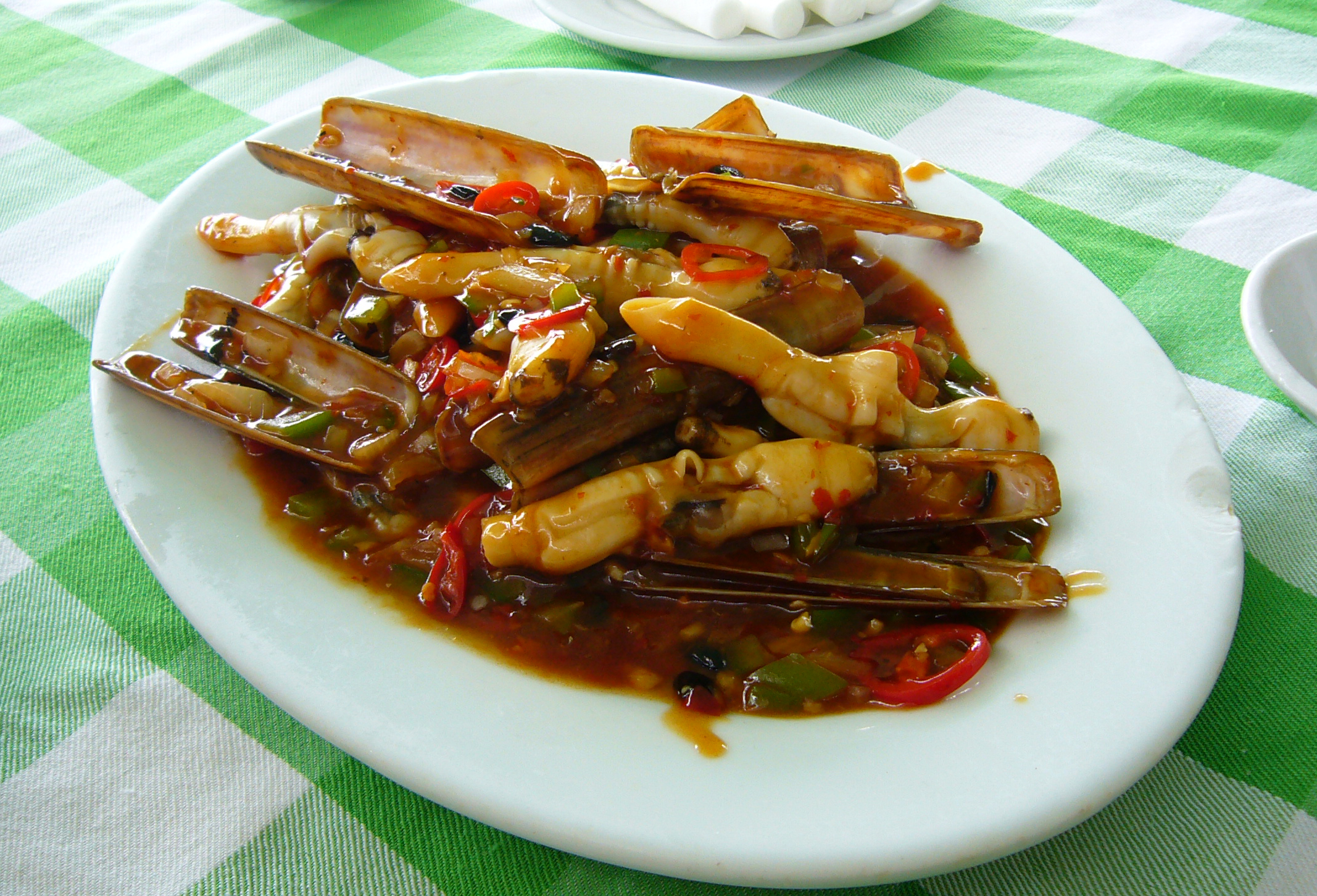
Món ốc móng tay ở Trung Quốc

Là loại nhuyễn thể thân mềm có thể dùng để chế biến rất nhiều món như luộc, hấp, nướng... Ốc móng tay còn là thực phẩm giàu khoáng chất như calci, đồng, sắt... Một số món ăn ngon có nguyên liệu từ ốc móng tay như: ốc móng tay xào cay, ốc móng tay xào tía tô,ốc móng tay cháy tỏi, ốc móng tay xào rau răm

## Hình ảnh

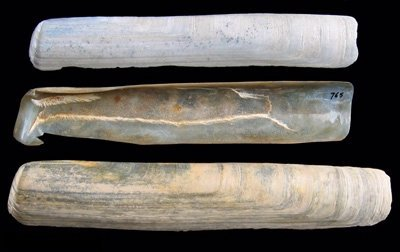
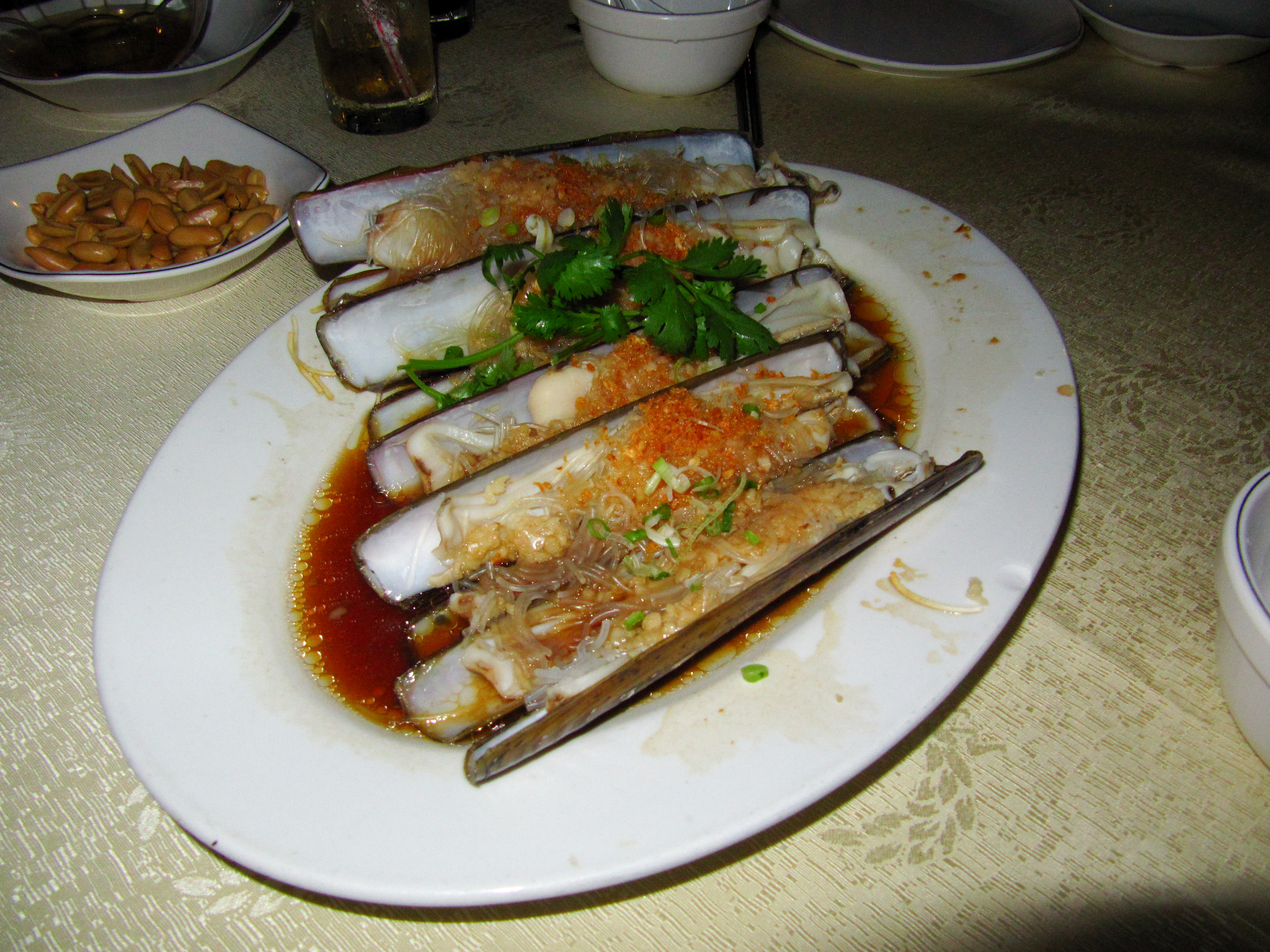
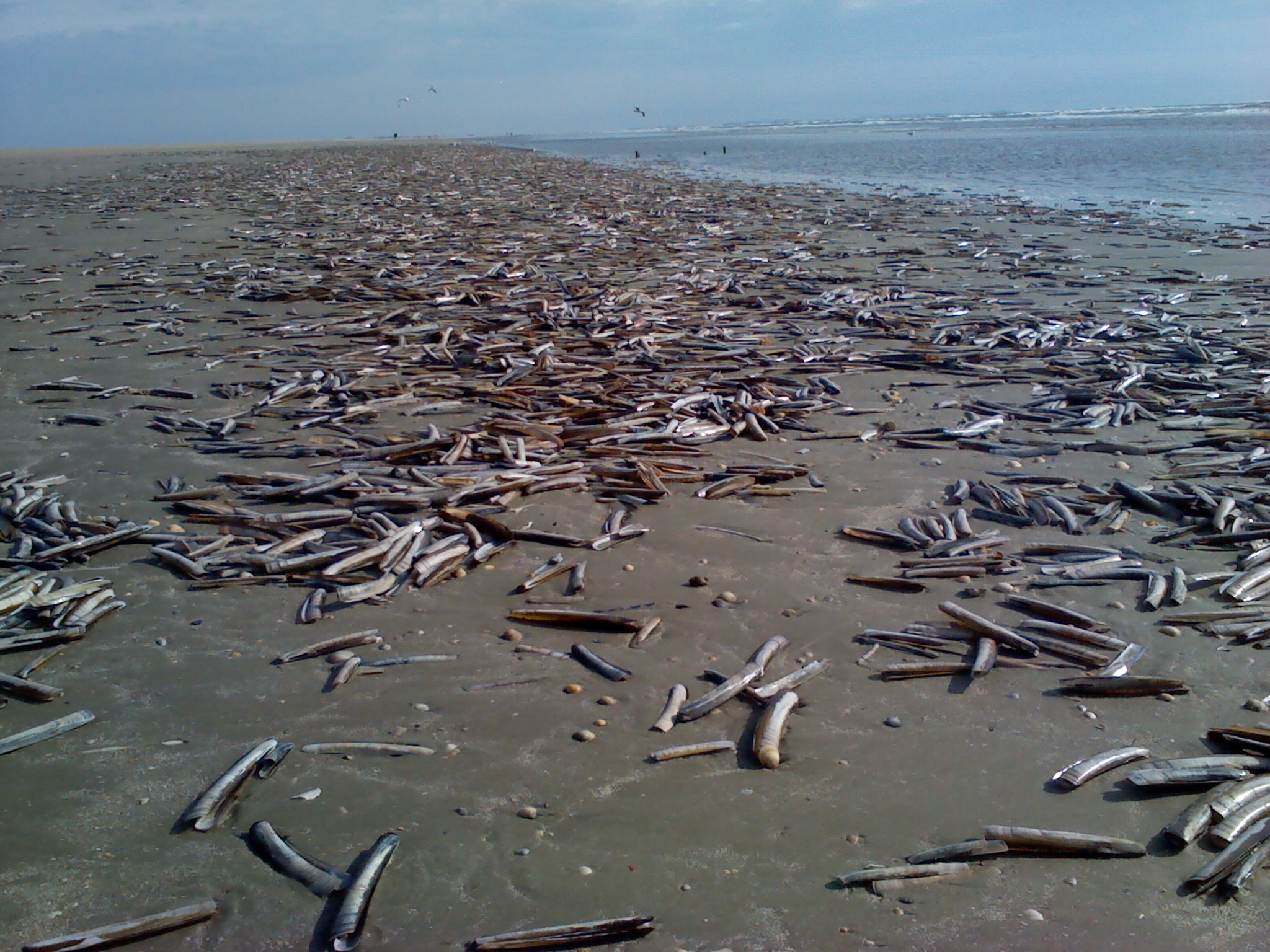